# Héctor Pulido
Héctor Pulido Rodríguez (Numarán, Michoacán, 20 de diciembre de 1943 - 18 de febrero de 2022) fue un jugador y entrenador de fútbol mexicano que se desempeñó como centrocampista. Considerado uno de los máximos símbolos en la historia de Cruz Azul, siendo el capitán del conjunto que se consagró tricampeón de liga a inicios de los años setenta.
Teniendo sus inicios con el equipo de La Piedad, en 1962 llega a Cruz Azul por invitación del técnico húngaro Jorge Marik, con quien consumarían el ascenso a Primera División en la temporada 1963-64. En adelante, formaría parte del cuadruplete logrado en 1969 y lideraría al equipo que se consagraría campeón de manera consecutiva en las temporadas 1971-72, 1972-73 y 1973-74. En 1977 ficha por el Jalisco, donde permanecería durante dos temporadas, con un breve paso en Los Angeles Aztecs en 1978. 
Con el Cruz Azul, obtuvo 5 Ligas, una Copa, 2 Campeón de Campeones y 3 Copa de Campeones, además del laurel de ascenso, para un total de 12 títulos, con lo que se ubica como el tercer jugador con más títulos en la historia del equipo, por debajo de Fernando Bustos y Enrique Meza, ambos con 13. Del mismo modo, es el tercero con la mayor cantidad de partidos jugados, habiendo disputado la cantidad de 496 encuentros entre 1962 y 1977. Como entrenador, llevó al equipo a disputar la final de la temporada 1986-87, quedándose con el subcampeonato tras caer ante Guadalajara.
Con la Selección de México se consagró con la medalla de oro en los Juegos Panamericanos de Winnipeg 1967 y disputó los Juegos Olímpicos de México 1968, obteniendo el cuarto puesto, tras perder el partido por la medalla de bronce ante Japón. Asimismo, disputó la Copa Mundial de Fútbol de México 1970, en la que, siendo anfitriones, el seleccionado avanzó por primera vez en su historia a la ronda de cuartos de final, cayendo eliminada a manos de Italia, posterior subcampeona del mundo.

## Biografía

### Orígenes y primeros años
Nacido en el seno de una familia de estrato humilde, desde muy pequeño mostró gran desempeño en actividades deportivas como el beisbol y, el de su preferencia, el fútbol. Siendo un estudiante de regular a deficiente, optó por seguir una carrera como futbolista integrándose al equipo Renovación de su ciudad natal, dejando la secundaria en apenas el primer año. Más tarde, con 18 años de edad, es invitado a probase con el equipo de La Piedad en segunda división, a 8 kilómetros de Numarán, donde debutaría como profesional. Fue ahí donde, durante un partido amistoso ante Cruz Azul, y ya siendo de los jugadores más destacados de la zona, recibió una invitación del entrenador húngaro Jorge Marik para formar parte del equipo entonces hidalguense, con quienes arribaría finalmente a mediados de 1962.

### Cruz Azul

#### Ascenso y el cuadruplete (1963-1969)
Debuta con el equipo en Segunda División el 30 de junio de 1963, en la victoria 1-3 ante Celaya en el Estadio Miguel Alemán Valdés. El 19 de enero de 1964, en el estadio 10 de diciembre de Jasso, Hidalgo, conseguían el pase de ascenso a la Primera División en el último encuentro de la temporada 1963-64. La situación para dejar la Segunda División era complicada, pues en la punta de la tabla general se encontraba Poza Rica con 44 unidades, por 43 de Cruz Azul. La última confrontación para ambos planteles iba a ser la definitiva. En tanto el Cruz Azul goleó por marcador de 7-1 al Zamora, el equipo de Poza Rica perdió su duelo 2-1 ante Orizaba, suficiente para que el campeonato y el ascenso se le diera a la causa celeste.
En 1969 el equipo firmaba un espectacular año futbolístico, con trece juegos consecutivos sin derrota en el inicio de la temporada 1968-69, se coronaban campeones de liga por primera ocasión, con apenas ocho años de existencia profesional. El domingo 2 de febrero de 1969 en León, Guanajuato, aseguraron con 43 puntos el superliderato y por ende el título al vencer 2-3 al León, lo que le permitió aventajar definitivamente por seis puntos al Guadalajara, que le siguió de cerca en el segundo lugar del campeonato, cuando aún faltaban dos fechas por disputarse. Un mes más tarde, se consagraban con el torneo de copa de la temporada, adjudicándose, de este como, como el Campeonísimo del fútbol mexicano. Más tarde, el 30 de septiembre, alcanzaban la final de la Copa de Campeones, donde vencerían 1-0 al Comunicaciones de Guatemala, convirtiéndose en el primer equipo de la zona norteamericana y segundo en el mundo en conseguir un cuadruplete.

#### Tricampeonato (1971-1974)

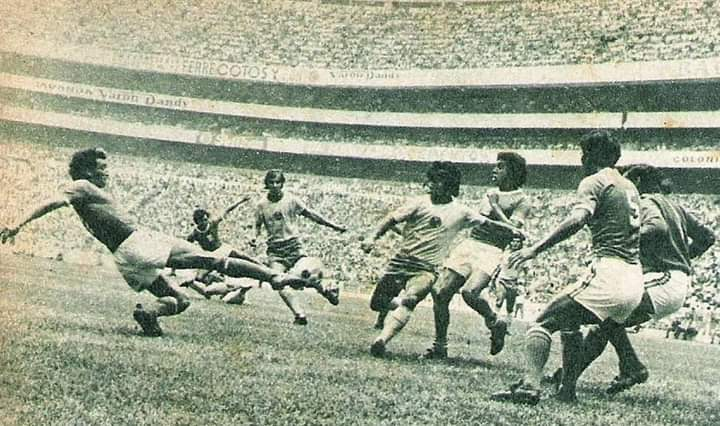
Intervención de Pulido ante un disparo de Carlos Reinoso en la final ante el América.

Luego de su participación en la Copa Mundial de 1970, regresaba con el equipo a disputar la segunda parte del torneo México 1970, donde se consagrarían campeones de liga por segunda ocasión en su historia, tras liderar el grupo de campeonato, nuevamente por encima del Guadalajara. Con el cambio del sistema de competencia, en este caso la aparición de las liguillas, el 9 de julio de 1972 disputaban la final a partido único frente al América, donde, tan sólo transcurridos 10 minutos del encuentro, Héctor Pulido abría el marcador con un potente disparo que perforaba el marco de Prudencio Cortés, poniendo la ventaja mínima para la máquina, a la que se añadieron las anotaciones de Cesáreo Victorino y un doblete de Octavio Muciño, quedándose con el título después del 4-1 final, con el descuento de Enrique Borja sobre el final del partido. Con el tricampeonato de zona logrado en 1971, disputaban la Copa Interamericana ante el Nacional de Uruguay, que venía de ser campeón del mundo. Pulido abría el marcador al minuto 1 del partido de ida, que terminó emparejando al 29 el argentino Juan Carlos Mamelli para el equipo uruguayo. Pese a estar muy cerca de empatar en la vuelta, adelantándose con anotación de Fernando Bustos y generando varias ocasiones en los minutos finales del encuentro, no pudieron igualar el marcador y se quedaban sin el trofeo internacional con el 3-2 global. En 1973, después de otro gran año deportivo, finalizaban en el primer lugar general, accediendo de este modo a la ronda de semifinales por el título ante Atlas, donde, tras ir abajo en el marcador 2-0 con doblete de Ricardo Chavarín, Héctor Pulido ponía el primero de la remontada 2-3 y, ya en la vuelta, López Salgado finiquitaba la serie con 4-2 en el global. En la final ante el León, luego de preservar el empate en la ida y la vuelta, disputaban el desempate en el Estadio Cuauhtémoc el 19 de junio de 1973, donde un autogol de Jorge Davino en los tiempos extras les daba el título de liga por cuarta ocasión en la historia del equipo. El 19 de mayo de 1974, tan solo once meses después, repetían en la final, ahora frente al Atlético Español y, pese a perder 2-1 en la ida, se quedaban con el título ganando 3-0 en la vuela, convirtiéndose en tricampeones del fútbol mexicano, marca solo lograda por el Guadalajara una década atrás. Luego de perder el torneo de copa frente al América, disputaban el Campeón de Campeones ante el mismo, esta vez con saldo a su favor. Pulido tuvo que salir de cambio al minuto 7 por lesión, y en su lugar ingresó el paraguayo Juan Ramón Ocampos, que terminaría anotando un auténtico golazo para empatar el marcador al inicio de la parte complementaria. Finalmente, al minuto 80 del encuentro, Cruz Azul anotaba el gol definitivo tras una jugada entre Alberto Gómez y  Eladio Vera, obteniendo así su duodécimo y último título con el equipo celeste.

#### Gira por China y última temporada (1975-1977)
En 1975, fuera del campeonato local, el Cruz Azul organizó una gira por China donde, liderados por Pulido, disputaron un total de 4 partidos, obteniendo un total de 3 victorias y un empate. Con el fallecimiento de Don Guillermo Álvarez Macías a finales de 1976, el equipo pasó por una serie de cambios directivos y técnicos, quedando a cargo del plantel Ignacio Trelles para 1977, en lo que fue la última temporada de Héctor con el equipo. Finalizando en el cuarto sitio general, se veían las caras con el San Luis, Atlético Español y Universidad Nacional en la liguilla, no obstante, pese a hacer un buen buen papel, no les alcanzó para llegar a la final. Héctor Pulido se marchaba luego de 15 años con el equipo, 496 partidos disputados, 46 goles y un total de 12 títulos oficiales, quedando para siempre como uno de los máximos referentes en la historia de la institución.

### Jalisco y paso por Los Angeles
A mediados de 1977 firma con el Jalisco por dos años. Durante ese periodo, disputó 3 partidos con el equipo de Los Angeles Aztecs de la NASL en calidad de cedido. Regresaba con Jalisco y, en lo que fue su última temporada como profesional, conseguían la permanencia de la categoría al terminar penúltimos de la tabla general, por encima de Veracruz. Se retiraba luego de poco más de 18 años de carrera, recordado como uno de los mejores jugadores de su época.

### Post-retiro, entrenador y otros trabajos
Con el retiro, Pulido se preparó para ejercer como entrenador, ingresando, una vez obtenida su certificación, a las fuerzas inferiores del equipo de Cruz Azul. Después del segundo Mundial en México en 1986, era presentado como entrenador del primer equipo celeste, debutando el sábado 9 de agosto de 1986 en el empate a ceros en casa ante el Monterrey. Para sorpresa de todos, su temporada debut sería de lo más destacado del año, al terminar como líderes de su grupo y segundos generales, con lo que encaraban los cuartos de final de la liguilla frente a los Tecos de la UAG. En la ida caían con 2-0 en el marcador, mismo que lograron remontar en la vuelta con anotaciones de Agustín Manzo y Armando Romero. Se veían las caras en semifinales ante Atlético Morelia, donde nuevamente irían en desventaja con 2-0 en contra en el, el cual remontaron en el Azteca con 4-3 en el global, avanzando, luego de 7 años, a una nueva final por el título. Se llevaban la ventaja 2-1 en el partido de ida ante Guadalajara, con la anotación de penal de Ignacio Flores y el tanto de Jose Juan Morales, con descuento de Luis Antonio Valdez por la visita. Pero el destino les jugaría en contra en esos últimos dos juegos, pues el capitán Flores salía de cambio al minuto 81 y no podría disputar el partido de vuelta, donde, tras las rigoristas expulsiones de Edgardo Fuentes y Marco Antonio Mendizábal, el equipo se quedaría con 9 hombres en el campo y no tendría respuesta ante el 3-0 final.
El siguiente año deportivo no pudieron capitalizar el buen nivel y terminaron terceros de grupo, con lo que quedaban fuera de la fase final del campeonato. Por otro lado, en el retorno de la Copa México, el Cruz Azul pasaría por encima de todos y cada uno de los equipos desde la ronda de octavos de final hasta las semifinales, eliminando al Guadalajara (5-1), Tecos de la UAG (6-1) y Universidad Nacional (4-2). Sin embargo, en la ronda final ante el Puebla, quedarían empatados a unos y el criterio del gol de visitante los dejaba nuevamente sin el título. En tanto, en el plano internacional disputaban la Copa de Campeones 1988, donde nuevamente mostrarían un gran desempeño, disputando 4 partidos, con tres victorias y un empate, 23 goles a favor y 4 en contra, pero, con la eliminación del equipo en el torneo local, Héctor Pulido era prescindido del cargo el 11 de junio y ya no dirigiría al equipo en el resto de la competencia.
Firmaba, a mediados de 1988, con los Correcaminos de la UAT, terminando su primer año en la decimocuarta posición general, sin acceso a la liguilla. Era prescindido del cargo, tan solo después de 9 partidos en la temporada siguiente, misma que marcó su último torneo como entrenador en Primera División. En adelante, seguiría trabajando con el equipo de la Noria, siendo durante muchos años coordinador de divisiones inferiores y formando parte del consejo consultivo en el sector profesional de Cruz Azul.

### Fallecimiento
Héctor Pulido Rodríguez falleció el viernes 18 de febrero de 2022, luego de que en días pasados fuera hospitalizado por complicaciones en su salud. Cerca de las 14:00 horas del día el equipo de Cruz Azul dio a conocer la noticia, pero no se ha dado a conocer la información exacta de las causas del fallecimiento, ni el lugar del mismo.

## Selección nacional

### Selección amateur
Participó en el Preolímpico de Concacaf en busca de un boleto para los Juegos Olímpicos de Tokio 1964, mismo que obtendrían al finalizar el torneo clasificatorio, pero Pulido se quedaría fuera del grupo que viajó a la olimpiada. No obstante, disputaba con el combinado los Juegos Panamericanos de Winnipeg 1967, donde se consagrarían con la medalla de oro de la competencia, siendo la primera de este tipo en la historia del país. Siendo anfitriones, disputaban al año siguiente los Juegos Olímpicos de México, con Pulido jugando 5 de los 6 juegos y anotando 3 goles, quedando fuera de la tercia premiada al caer dos a cero en el partido por la medalla de bronce ante Japón. Su actuación sería de lo más destacado del torneo, sin embargo, tiempo después se levantaría la polémica cuando algunos seleccionados dijeron que, tras la negativa de la federación de brindarles más privilegios en transporte y bonos de desempeño, se dejarían perder en lo que restaba del torneo a partir de la ronda de semifinales y el partido ante los nipones, mismo que sería el único partido que Pulido no disputaría de la competencia.

### Selección absoluta
Debuta con la Selección de fútbol de México el 8 de enero de 1967 en la derrota 2-0 en el Estadio Jalisco ante Suiza, al ingresar de cambio por Isidoro Díaz. Disputaría con el combinado el Campeonato de Naciones 1967, mismo en el que se quedarían con el subcampeonato tras quedar por debajo de Guatemala. Anota su primer gol el 27 de agosto de 1968 en el triunfo 3-1 ante Chile. Más tarde, el 29 de septiembre, anotó un doblete ante  Etiopía, partido que la FIFA guarda como de primera categoría, pero que fue disputado con la selección pre-olímpica. Era convocado por Raúl Cárdenas (también entrenador en Cruz Azul) a la Copa Mundial de Fútbol de México 1970, donde, siendo anfitriones nuevamente de un torneo de carácter global, la expectativa era muy grande con el seleccionado. Sin embargo, pese a superar la fase de grupos por primera vez en la historia del país, el combinado era eliminado 1-4 a manos de Italia en los cuartos de final.
| Club               | País   | PJ | Goles | Periodo     |
| ------------------ | ------ | -- | ----- | ----------- |
| Selección Mexicana | México | 43 | 6     | 1967 - 1973 |

### Participaciones en competiciones internacionales
| Competición                  | Categoría | Sede        | Resultado        | Partidos | Goles | Asistencias |
| ---------------------------- | --------- | ----------- | ---------------- | -------- | ----- | ----------- |
| Preolímpico de Concacaf 1964 | Amateur   | México      | Campeón          | 3        | 0     | 2           |
| Juegos Panamericanos 1967    | Amateur   | Winnipeg    | Campeón          | 5        | 0     | 1           |
| Juegos Olímpicos 1968        | Amateur   | México      | Cuarto puesto    | 5        | 3     | 2           |
| Campeonato de Naciones 1967  | Absoluta  | Tegucigalpa | Subcampeón       | 4        | 0     | 1           |
| Copa Mundial 1970            | Absoluta  | México      | Cuartos de final | 3        | 0     | 0           |
| Clasificación Mundial 1974   | Absoluta  | Concacaf    | No clasificó     | 7        | 1     | 3           |
| Total                        |           |             |                  | 27       | 4     | 9           |

### Goles internacionales
| Gol | Fecha                    | Sede                                         | Oponente              | Marcador | Resultado | Competición                             |
| --- | ------------------------ | -------------------------------------------- | --------------------- | -------- | --------- | --------------------------------------- |
| 1.  | 27 de agosto de 1968     | Estadio Azteca, Ciudad de México, México     | Chile                 | 2–1      | 3–1       | Amistoso                                |
| 2.  | 29 de septiembre de 1968 | Estadio León, León, México                   | Etiopía               | 2–0      | 3–0       | Amistoso                                |
| 3.  | 29 de septiembre de 1968 | Estadio León, León, México                   | Etiopía               | 3–0      | 3–0       | Amistoso                                |
| 4.  | 9 de agosto de 1972      | Estadio Nacional de Lima, Lima, Perú         | Perú                  | 1–2      | 3–2       | Amistoso                                |
| 5.  | 20 de septiembre de 1973 | Estadio Azteca, Ciudad de México, México     | Chile                 | 1–0      | 1–2       | Amistoso                                |
| 6.  | 8 de diciembre de 1973   | Estadio Sylvio Cator, Puerto Príncipe, Haití | Antillas Neerlandesas | 3–0      | 8–0       | Clasificación para la Copa Mundial 1974 |

## Estadísticas

### Clubes
No se tienen registros exactos de algunos lapsos de su carrera, más en específico de su paso en segunda división con el equipo de La Piedad.
| Club               | País           | Años        | Partidos | Goles |
| ------------------ | -------------- | ----------- | -------- | ----- |
| La Piedad          | México         | 1961 - 1962 | ?        | ?     |
| Cruz Azul          | México         | 1962 - 1977 | 496      | 46    |
| Jalisco            | México         | 1977 - 1979 | 53       | 1     |
| Los Angeles Aztecs | Estados Unidos | 1978        | 3        | 0     |

### Selección
| Selección        | Temporada     | Amistosos | Amistosos | Concacaf | Concacaf | Mundial | Mundial | Total | Total | Media goleadora |
| Selección        | Temporada     | Part.     | Goles     | Part.    | Goles    | Part.   | Goles   | Part. | Goles | Media goleadora |
| ---------------- | ------------- | --------- | --------- | -------- | -------- | ------- | ------- | ----- | ----- | --------------- |
| Amateur · México | 1964          | —         | —         | 3        | 0        | —       | —       | 3     | 0     | 0,00            |
| Amateur · México | 1967          | —         | —         | 5        | 0        | —       | —       | 5     | 0     | 0,00            |
| Amateur · México | 1968          | —         | —         | —        | —        | 5       | 3       | 5     | 3     | 0,60            |
| Amateur · México | Total         | 0         | 0         | 8        | 0        | 5       | 3       | 13    | 3     | 0,23            |
| Adulta · México  | 1967          | 2         | 0         | 4        | 0        | —       | —       | 6     | 0     | 0,00            |
| Adulta · México  | 1968          | 6         | 3         | —        | —        | —       | —       | 6     | 3     | 0,50            |
| Adulta · México  | 1969          | 8         | 0         | —        | —        | —       | —       | 8     | 0     | 0,00            |
| Adulta · México  | 1970          | 4         | 0         | —        | —        | 3       | 0       | 7     | 0     | 0,00            |
| Adulta · México  | 1972          | 5         | 1         | 3        | 0        | —       | —       | 8     | 1     | 0,13            |
| Adulta · México  | 1973          | 4         | 1         | 4        | 1        | —       | —       | 8     | 2     | 0,25            |
| Adulta · México  | Total         | 29        | 5         | 11       | 1        | 3       | 0       | 43    | 6     | 0,14            |
| Total carrera    | Total carrera | 29        | 5         | 19       | 1        | 8       | 3       | 56    | 9     | 0,16            |
| 1. 2.            |               |           |           |          |          |         |         |       |       |                 |

### Entrenador
| Cruz Azul · México        | 1.ª                 | 1986-87             | 46  | 22 | 16 | 8  | 2.º  | -  | -  | - | - | - | - | - | - | -    | 46  | 22 | 16 | 8  | 60/92   | 65.22% | 61  | 41  | +20 |
| Cruz Azul · México        | 1.ª                 | 1987-88             | 38  | 14 | 12 | 12 | 8.º  | 8  | 6  | 2 | 0 | 4 | 3 | 1 | 0 | Inc. | 50  | 23 | 15 | 12 | 61/100  | 61%    | 97  | 63  | +34 |
| Cruz Azul · México        | Total               | Total               | 84  | 36 | 28 | 20 | -    | 8  | 6  | 2 | 0 | 4 | 3 | 1 | 0 | -    | 96  | 45 | 31 | 20 | 121/192 | 63.03% | 158 | 104 | +54 |
| Correcaminos UAT · México | 1.ª                 | 1988-89             | 38  | 11 | 12 | 15 | 14.º | 8  | 4  | 0 | 4 | - | - | - | - | -    | 46  | 15 | 12 | 19 | 42/92   | 45.65% | 60  | 68  | -8  |
| Correcaminos UAT · México | 1.ª                 | 1989-90             | 9   | 1  | 4  | 4  | Inc. | -  | -  | - | - | - | - | - | - | -    | 9   | 1  | 4  | 4  | 6/18    | 33.33% | 6   | 13  | -7  |
| Correcaminos UAT · México | Total               | Total               | 47  | 12 | 16 | 19 | -    | 8  | 4  | 0 | 4 | - | - | - | - | -    | 55  | 16 | 16 | 23 | 48/110  | 43.64% | 66  | 81  | -15 |
| Total en su carrera       | Total en su carrera | Total en su carrera | 131 | 48 | 44 | 39 | -    | 16 | 10 | 2 | 4 | 4 | 3 | 1 | 0 | -    | 151 | 61 | 47 | 43 | 169/302 | 55.96% | 224 | 185 | +39 |
| 1. 2.                     |                     |                     |     |    |    |    |      |    |    |   |   |   |   |   |   |      |     |    |    |    |         |        |     |     |     |

## Palmarés

### Campeonatos nacionales
| Título                     | Equipo    | País   | Año     |
| -------------------------- | --------- | ------ | ------- |
| Segunda División de México | Cruz Azul | México | 1963-64 |
| Primera División de México | Cruz Azul | México | 1968-69 |
| Copa México                | Cruz Azul | México | 1968-69 |
| Campeón de Campeones       | Cruz Azul | México | 1968-69 |
| Primera División de México | Cruz Azul | México | 1970    |
| Primera División de México | Cruz Azul | México | 1971-72 |
| Primera División de México | Cruz Azul | México | 1972-73 |
| Primera División de México | Cruz Azul | México | 1973-74 |
| Campeón de Campeones       | Cruz Azul | México | 1973-74 |

### Campeonatos internacionales
| Título                        | Equipo              | Sede     | Año  |
| ----------------------------- | ------------------- | -------- | ---- |
| Preolímpico de Concacaf       | Selección de México | México   | 1964 |
| Torneo Panamericano de Fútbol | Selección de México | Winnipeg | 1967 |
| Copa de Campeones             | Cruz Azul           | México   | 1969 |
| Copa de Campeones             | Cruz Azul           | Jasso    | 1970 |
| Copa de Campeones             | Cruz Azul           | México   | 1971 |

### Distinciones individuales
| Distinción                                                                  | Año         |
| --------------------------------------------------------------------------- | ----------- |
| Equipo Ideal del Torneo Olímpico de Fútbol                                  | 1968        |
| Récord de mayor cantidad de partidos disputados en Cruz Azul (496 partidos) | 1977 - 1987 |
| Incluido en el Salón de la Fama de Cruz Azul                                | 2005        |